# Varavara Rao
 (juillet 2020).
Varavara Rao, né le 3 novembre 1940 dans le district de Warangal, est un activiste, poète, professeur et écrivain indien.

## Formation
Pendyala Varavara Rao naît le 3 novembre 1940 à Chinna Pendyala, dans le district de Warangal, dans une famille brahmane. Il fait ses études à Chinna Pendyala, Warangal et Hyderabad. En 1960, il obtient un diplôme d'études supérieures en littérature telugu à l'Université Osmania.

## Carrière
Rao a d'abord enseigné la littérature télougou dans deux collèges privés différents de Telangana, avant de rejoindre le ministère de l'Information et de la Radiodiffusion du gouvernement indien, en tant qu'assistant de publication.
Mais plus tard, il a quitté la recherche pour rejoindre un collège privé à Siddipet, district de Medak en tant que professeur. De là, il est passé au DAVP, ministère de l'Information et de la Radiodiffusion, New Delhi pour travailler comme assistant de publication. Il a de nouveau quitté son emploi pour devenir professeur dans un autre collège privé de Jadcherla, dans le district de Mahbubnagar. Il a déménagé à Warangal pour rejoindre Chanda Kanthaiah Memorial College (CKM College) où il a travaillé comme professeur de télougou et est devenu plus tard son directeur[réf. nécessaire].

## L'écriture
Il est considéré comme l'un des meilleurs critiques de la littérature télougou et il a enseigné la littérature télougou aux étudiants diplômés et de premier cycle pendant environ 40 ans. Il est connu comme un orateur et s'est adressé à des milliers de rassemblements publics[réf. nécessaire].